# هوبرت شوارتز
هوبرت شوارتز (انگلیسی: Hubert Schwarz؛ زادهٔ ۱۳ سپتامبر ۱۹۶۰) اسکی‌باز پرش اهل آلمان غربی بود.